# 甘地站
甘地站（日语：／ Amaji eki */?）是位於兵庫縣神崎郡市川町甘地字荻原769番10號，西日本旅客鐵道（JR西日本）的播但線車站。

## 歷史
- 1894年（明治27年）7月26日 - 播但鐵道（日语：播但鉄道）姬路站至寺前站之間開通，此站啟用[1]。開始提供旅客和貨運服務。
  - 當時車站地址為兵庫縣神西郡甘地村（日语：甘地村）甘地字荻原。
- 1896年（明治29年）4月1日 - 隨著神崎郡成立，車站地址變為兵庫縣神崎郡甘地村甘地字荻原。
- 1903年（明治36年）6月1日 - 播但鐵道轉讓營業權至山陽鐵道，成為山陽鐵道車站。
- 1906年（明治39年）12月1日 - 根據鐵道國有法（日语：鉄道国有法），山陽鐵道被國有化，成為官設鐵道車站。
- 1909年（明治42年）10月12日 - 制定路線名稱，此站成為播但線車站。
- 1929年（昭和3年） - 翻新車站大樓[1]。
- 1955年（昭和30年）7月25日 - 隨著市川町成立，車站地址變為現時地址。
- 1973年（昭和48年）4月1日 - 結束貨物起卸業務。
- 1987年（昭和62年）4月1日 - 伴隨國鐵分割民營化，車站由西日本旅客鐵道（JR西日本）營運。
- 2016年（平成28年）3月26日 - 此站可使用IC卡「ICOCA」[2]。站內設置了IC卡專用簡易閘機。

## 車站構造
車站是一座地面車站，設有2面2線的相對式月台，可進行列車交會。車站配線是Y字形分支，不是一線通過結構，月台設有方向性。
上行月台東邊設有留置線，在冬季時期，維修車輛會在此站夜間停泊。
車站大樓位於姬路方向的月台側，兩月台之間設有跨線橋連接。此站是由福崎站管理的簡易委託車站。在早上和黃昏以後時段沒有車站職員當值。由於此站是簡易委託車站，因此列車停站時會把所有車門打開。
車站大樓內設有可支付IC卡的自動售票機和男女共用廁所。此站沒有自動閘機，但是設有IC卡專用簡易閘機。

### 月台
| 月台 | 路線   | 上下行 | 方向             |
| ---- | ------ | ------ | ---------------- |
| 1    | 播但線 | 上行   | 福崎、姬路方向   |
| 2    | 播但線 | 下行   | 寺前、和田山方向 |

## 使用狀況
根據「兵庫縣統計書」，2016年（平成28年）度1日平均乘車人次為875人。
以下為近年1日平均乘車人次列表。
| 年度   | 1日平均 乘車人次 |
| ------ | ---------------- |
| 2000年 | 1,241            |
| 2001年 | 1,150            |
| 2002年 | 1,012            |
| 2003年 | 992              |
| 2004年 | 1,012            |
| 2005年 | 987              |
| 2006年 | 955              |
| 2007年 | 892              |
| 2008年 | 928              |
| 2009年 | 902              |
| 2010年 | 858              |
| 2011年 | 881              |
| 2012年 | 910              |
| 2013年 | 974              |
| 2014年 | 883              |
| 2015年 | 865              |
| 2016年 | 875              |

## 車站周邊
在甘地站對出的左手邊設有甘地站前公園，在公園內設有播但鐵道的主要人物內藤利八的功碑。
從前車站設有Kiosk，販賣新聞和土產，現已結業。在該處現時為飲品自動販賣機。
車站周邊設有新聞自動販賣機、但陽信用金庫和市川町立市川中學。從車站出口直進一會後便到達前JA兵庫西甘地分店。
車站東邊跨過市川後便可到達市川町公所，在該處的東南方設有MaxValu、Godai藥局、大創、町立之文化中心和圖書館等設施和商店。從車站向北步行10分鐘後便可到達市川町立甘地小學和市川郵局。

## 相鄰車站
西日本旅客鐵道（JR西日本）
 播但線
福崎－甘地－鶴居

## 注腳
1. 1 2 3 4 5 6 7 8 9 10 11 12  . 神戸新聞総合出版センター. 2011-12-15: 156. ISBN 9784343006028 （日语）.
2. ↑   (PDF) (新闻稿). 西日本旅客鉄道. 2015年12月18日  [2016-03-26]. （原始内容存档 (PDF)于2016-03-05） （日语）.
3. ↑  兵庫県統計書 （页面存档备份，存于）（日語）

## 外部連結
- 甘地｜車站資訊：JR出門網 - 西日本旅客鐵道（日語）
- 兵庫縣市川町官方網站 （页面存档备份，存于）（日語）
- 市川町文化中心 （页面存档备份，存于）（日語）